# سكلوب بروسي
سكلوب بروسي (الاسم العلمي: Cyclops brucei) هو نوع من المفصليات يتبع جنس السكلوب من الفصيلة السكلوبية.